# Palinuro
Cet article concerne le trois-mâts goélette. Pour l'homonyme hameau italien de Centola, voir Palinuro (Centola). Pour les autres emplois, voir Palinurus.
Le Palinuro est un trois-mâts goélette (ou barkentine en anglais) à coque acier, construit en France dans les Chantiers Dubigeon en 1934.
Il est, depuis 1955, un navire-école de la Marine italienne.

## Histoire
Ce navire fut lancé en France sous le nom de Commandant Louis Richard, pour le compte de la Société des pêches malouines. Il était destiné à la pêche au cabillaud sur Terre-Neuve. Il est le sister-ship du Lieutenant René Guillon. 
Il fut racheté, en 1951, par la Marina Militare pour remplacer l'Ebe. Sa voilure d'origine fut restituée, la dunette fut prolongée, l'intérieur transformé pour servir à sa nouvelle vocation, celle de navire-école pour la formation des cadets de la marine italienne.
Son nom vient de celui du pilote du navire qui ramena Énée, fuyant Troie. D'après la tradition, ce navire le conduisit en Italie où il se fixa et fut à l'origine de la cité de Rome.
Il a participé à l'Armada du siècle à Rouen en 1999. Il fut présent à la Mediterranean Tall Ships Regatta 2013 et il a fait escale à la Toulon Voiles de Légende du 27 au 30 septembre 2013.